# Lianema tenuicornis
Lianema tenuicornis är en skalbaggsart som beskrevs av Henry Clinton Fall 1907. Lianema tenuicornis ingår i släktet Lianema och familjen långhorningar. Inga underarter finns listade i Catalogue of Life.